# Əli Rəhimzadə
Əli Rəhimzadə (23 novembre 1997) è un lottatore azero, specializzato nella lotta libera.

## Biografia
Ai campionati europei di Roma 2020 e Varsavia 2021 ha vinto la medaglia di bronzo nel torneo dei 65 chilogrammi.

## Palmarès
- Europei

Roma 2020: bronzo nei 65 kg.
Varsavia 2021: bronzo nei 65 kg.
- Mondiali U23

Bucarest 2018: bronzo nei 65 kg.
- Europei U23

Szombathely 2017: bronzo nei 61 kg.
- Europei

Dortmund 2017: oro nei 60 kg.